# Brentford Football Club 2021-2022
Questa voce raccoglie le informazioni riguardanti il Brentford Football Club nelle competizioni ufficiali della stagione 2021-2022.

## Stagione
Dopo il grande ritorno in Premier League, a 74 anni dalla sua ultima presenza nella massima serie, il Brentford inizia la stagione ufficiale 2021/2022 il 13 agosto 2021 con un netto 2-0 sull'Arsenal, davanti ad un Brentford Community Stadium gremito.
Nelle successive due partite di campionato, arrivano due pareggi, per 0-0 e 1-1, rispettivamente con Crystal Palace e Aston Villa, che lasciano le Bees nella metà alta della classifica dopo le prime tre giornate. Contemporaneamente, e nello specifico il 24 agosto 2021, comincia anche l'avventura in Coppa di Lega, dove la squadra di Thomas Frank sconfigge per 3-1 il Forest Green, compagine di quarta serie, al secondo turno eliminatorio e, poco dopo, anche l'Oldham Athletic (anch'essi provenienti dalla League Two), con il punteggio di 7-0, il miglior risultato in stagione per le Bees in tutte le competizioni.
Il calciomercato estivo, invece, non offre grandi spunti, soprattutto a livello di blasone di nomi acquistati. Come sempre, la proprietà si affida alle statistiche nella ricerca dei giocatori e i dati suggeriscono di affrontare la Premier League con buona parte della compagine dello scorso anno, rafforzata da acquisti mirati di giocatori giovani ma funzionali al progetto tecnico. In particolare, vengono acquistati a titolo definitivo Kristoffer Ajer (per circa 15mln di sterline dal Celtic, cifra record per il Club), Yoane Wissa (dal Lorient), Frank Onyeka (dal Midtjylland, società sempre di proprietà di Matthew Benham) e lo svincolato Mathias Jørgensen (ex-Huddersfield Town, appena rilasciato dal Fenerbahçe al momento dell'arrivo), mentre il portiere Álvaro Fernández arriva in prestito dall'Huesca. Per quanto riguarda le cessioni, il Club lascia partire due protagonisti delle stagioni passate: Henrik Dalsgaard e Luke Daniels, infatti, non rinnovano i loro contratti e, da svincolati, si accasano rispettivamente a Midtjylland e Middlesbrough. Stessa cosa capita con Emiliano Marcondes, marcatore nella finale play-off vinta contro lo Swansea a maggio, che lascia il Club per scendere di categoria e vestire la maglia del Bournemouth.
In campionato, le Bees riescono ad ottenere buoni risultati, soprattutto grazie ad uno stile di gioco molto aggressivo che porta agli uomini di Thomas Frank ben 12 punti nelle prime 7 giornate, frutto di 3 vittorie, 3 pareggi (di cui uno prestigioso e spettacolare col Liverpool) e una sconfitta (in casa col Brighton, praticamente a tempo scaduto). Nelle settimane successive, però, gli infortuni cominciano a prendere di mira la squadra che, infatti, colleziona un solo punto (anche in questo caso un pirotecnico 3-3 col Newcastle) in cinque gare.
Il mese di dicembre, come per molte altre squadre, è complicato dall'aumento di casi COVID all'interno del campionato. La Premier League, però, decide di proseguire con il calendario pianificato, e le Bees si ritrovano costrette a chiedere il rinvio per due partite consecutive, con Manchester United e Southampton, recuperate poi a gennaio. I risultati, al contempo, sono altalenanti: ai punti ottenuti contro Watford (vittoria 2-1 in casa) e Leeds (2-2 in trasferta a Elland Road), si unisce una serie di sconfitte che fa avvicinare il Brentford alla metà bassa della classifica. Sempre nel mese di dicembre, inoltre, termina anche l'avventura in Coppa di Lega, dove le Bees non riescono a ripetere l'impresa della stagione precedente, fermandosi ai Quarti di finale, al cospetto del Chelsea campione d'Europa in carica.
Il 2022, invece, si apre con due ottimi risultati: il 2-1 casalingo contro l'Aston Villa rilancia la classifica del Brentford in campionato, mentre la vittoria nel terzo turno di FA Cup (4-1 sul Port Vale), garantisce alle Bees un quarto turno prestigioso contro un'altra squadra di Premier League, l'Everton. In campionato, però, le cose non vanno così bene: dopo il successo sui Villans, il Brentford non vince più una partita ed entra in una spirale di quattro sconfitte consecutive. Nonostante questo, la dirigenza, di comune accordo con lo staff tecnico, decide di non investire su nuovi giocatori nella sessione invernale di mercato e, nel frattempo, prolunga il contratto a Thomas Frank e al suo assistente Brian Riemer.
Il 31 gennaio il Brentford si prende la scena mondiale, nell'ultimo giorno di calciomercato, ufficializzando l'acquisto a parametro zero del talento danese Christian Eriksen il quale, a seguito delle tristi circostanze che lo hanno visto protagonista durante gli Europei, torna a giocare in Premier League dopo le ultime esperienze con Tottenham e Inter. Contemporaneamente, le Bees annunciano anche la cessione temporanea di Charlie Goode allo Sheffield United e di Marcus Forss all'Hull City.

## Rosa
Rosa aggiornata al 31 gennaio 2022.
| N. |                         | Ruolo | Calciatore                |
| -- | ----------------------- | ----- | ------------------------- |
| 1  | Spagna (bandiera)       | P     | David Raya                |
| 2  | Inghilterra (bandiera)  | D     | Dominic Thompson          |
| 3  | Inghilterra (bandiera)  | D     | Rico Henry                |
| 4  | Inghilterra (bandiera)  | D     | Charlie Goode             |
| 5  | Giamaica (bandiera)     | D     | Ethan Pinnock             |
| 6  | Danimarca (bandiera)    | C     | Christian Nørgaard        |
| 7  | Spagna (bandiera)       | C     | Sergi Canós               |
| 8  | Danimarca (bandiera)    | C     | Mathias Jensen            |
| 9  | Finlandia (bandiera)    | A     | Marcus Forss              |
| 10 | Inghilterra (bandiera)  | C     | Josh Dasilva              |
| 11 | RD del Congo (bandiera) | A     | Yoane Wissa               |
| 13 | Islanda (bandiera)      | P     | Patrik Gunnarsson         |
| 14 | Iran (bandiera)         | C     | Saman Ghoddos             |
| 15 | Nigeria (bandiera)      | C     | Frank Onyeka              |
| 17 | Inghilterra (bandiera)  | A     | Ivan Toney                |
| 18 | Svezia (bandiera)       | D     | Pontus Jansson (capitano) |
| 19 | Francia (bandiera)      | C     | Bryan Mbeumo              |

| N. |                        | Ruolo | Calciatore              |
| -- | ---------------------- | ----- | ----------------------- |
| 20 | Norvegia (bandiera)    | D     | Kristoffer Ajer         |
| 21 | Turchia (bandiera)     | A     | Halil Dervişoğlu        |
| 21 | Danimarca (bandiera)   | C     | Christian Eriksen       |
| 22 | Danimarca (bandiera)   | D     | Mathias Jørgensen       |
| 23 | Guinea (bandiera)      | D     | Julian Jeanvier         |
| 24 | Ghana (bandiera)       | C     | Tariqe Fosu             |
| 25 | Inghilterra (bandiera) | C     | Myles Peart-Harris      |
| 26 | Grenada (bandiera)     | C     | Shandon Baptiste        |
| 27 | Germania (bandiera)    | C     | Vitaly Janelt           |
| 28 | Danimarca (bandiera)   | C     | Mads Bidstrup           |
| 29 | Danimarca (bandiera)   | D     | Mads Bech Sørensen      |
| 30 | Danimarca (bandiera)   | D     | Mads Roerslev Rasmussen |
| 31 | Rep. Ceca (bandiera)   | D     | Jan Žambůrek            |
| 32 | Danimarca (bandiera)   | D     | Luka Racic              |
| 36 | Inghilterra (bandiera) | D     | Fin Stevens             |
| 40 | Spagna (bandiera)      | P     | Álvaro Fernández        |
| 49 | Danimarca (bandiera)   | P     | Jonas Lössl             |

## Calciomercato

### Sessione estiva(dal 01/07 al 31/08)
| Acquisti         | Acquisti          | Acquisti       | Acquisti                 |
| R.               | Nome              | da             | Modalità                 |
| ---------------- | ----------------- | -------------- | ------------------------ |
| D                | Kristoffer Ajer   | Celtic         | definitivo (£15,7mln)    |
| A                | Yoane Wissa       | Lorient        | £10mln                   |
| C                | Frank Onyeka      | Midtylland     | £10mln                   |
| D                | Mathias Jørgensen | Fenerbahçe     | svincolato               |
| P                | Álvaro Fernández  | Huesca         | prestito (£1mln)         |
| Altre operazioni |                   |                |                          |
| R.               | Nome              | da             | Modalità                 |
| D                | Julian Jeanvier   | Kasımpașa      | rientro dal prestito     |
| P                | Patrik Gunnarsson | Silkeborg      | rientro dal prestito     |
| A                | Joel Valencia     | Legia Varsavia | rientro dal prestito     |
| A                | Halil Dervişoğlu  | Galatasaray    | rientro dal prestito     |
| C                | Mads Bidstrup     | Brentford B    | promosso dalle giovanili |

| Cessioni         | Cessioni           | Cessioni      | Cessioni         |
| R.               | Nome               | a             | Modalità         |
| ---------------- | ------------------ | ------------- | ---------------- |
| P                | Luke Daniels       | Middlesbrough | gratuito         |
| A                | Halil Dervişoğlu   | Galatasaray   | prestito (£1mln) |
| D                | Henrik Dalsgaard   | Midtjylland   | gratuito         |
| C                | Emiliano Marcondes | Bournemouth   | gratuito         |
| Altre operazioni |                    |               |                  |
| R.               | Nome               | a             | Modalità         |
| A                | Joel Valencia      | AD Alcorcón   | prestito         |
| P                | Ellery Balcombe    | Burton Albion | prestito         |
| P                | Patrik Gunnarsson  | Viking FK     | prestito         |

### Sessione invernale(dal 01/01 al 31/01)
| Acquisti         | Acquisti          | Acquisti    | Acquisti   |
| R.               | Nome              | da          | Modalità   |
| ---------------- | ----------------- | ----------- | ---------- |
| C                | Christian Eriksen |             | svincolato |
| Altre operazioni |                   |             |            |
| R.               | Nome              | da          | Modalità   |
| P                | Jonas Lössl       | Midtjylland | prestito   |

| Cessioni         | Cessioni          | Cessioni         | Cessioni   |
| R.               | Nome              | a                | Modalità   |
| ---------------- | ----------------- | ---------------- | ---------- |
| P                | Patrik Gunnarsson | Viking FK        | definitivo |
| Altre operazioni |                   |                  |            |
| R.               | Nome              | a                | Modalità   |
| C                | Jan Žambůrek      | Viborg           | prestito   |
| D                | Dominic Thompson  | Ipswich Town     | prestito   |
| C                | Mads Bidstrup     | Nordsjaelland    | prestito   |
| D                | Charlie Goode     | Sheffield United | prestito   |
| D                | Luka Racic        | HB Køge          | prestito   |
| A                | Marcus Forss      | Hull City        | prestito   |

## Risultati

### Premier League

#### Girone di andata
| Arbitro: | Michael Oliver (Northumberland) |

|                        |           |  |
| Canós 22’ Nørgaard 73’ | Marcatori |  |

| Londra 21 agosto 2021, ore 15:00 BST 2ª giornata | Crystal Palace                    | 0 – 0 referto | Brentford | Selhurst Park (23 091 spett.)\| Arbitro: \| Martin Atkinson (South Yorkshire) \| |
| Arbitro:                                         | Martin Atkinson (South Yorkshire) |               |           |                                                                                  |

| Arbitro: | Peter Bankes |

|             |           |          |
| Buendía 13’ | Marcatori | 7’ Toney |

| Arbitro: | Graham Scott (Berks & Bucks) |

|  |           |              |
|  | Marcatori | 90’ Trossard |

| Arbitro: | Darren England (Doncaster) |

|  |           |                             |
|  | Marcatori | 28’ (rig.) Toney 34’ Mbeumo |

| Arbitro: | Stuart Attwell |

|                                  |           |                              |
| Pinnock 27’ Janelt 63’ Wissa 82’ | Marcatori | 31’ Jota 54’ Salah 67’ Jones |

| Arbitro: | Peter Bankes |

|           |           |                        |
| Bowen 80’ | Marcatori | 20’ Mbeumo 90+5’ Wissa |

| Arbitro: | Anthony Taylor (Greater Manchester) |

|  |           |              |
|  | Marcatori | 45’ Chilwell |

| Arbitro: | Simon Hooper |

|               |           |                            |
| Jørgensen 60’ | Marcatori | 14’ Tielemans 74’ Maddison |

| Arbitro: | Jonathan Moss (Sunderland) |

|                               |           |             |
| Wood 4’ Lowton 32’ Cornet 36’ | Marcatori | 79’ Ghoddos |

| Arbitro: | Jarred Gillett |

|           |           |                             |
| Henry 60’ | Marcatori | 6’ Normann 29’ (rig.) Pukki |

| Arbitro: | Robert Jones |

|                                               |           |                                          |
| Lascelles 10’ Joelinton 39’ Saint-Maximin 75’ | Marcatori | 11’ Toney 31’ Henry 61’ (aut.) Lascelles |

| Arbitro: | Darren England (Doncaster) |

|                  |           |  |
| Toney 24’ (rig.) | Marcatori |  |

| Arbitro: | Jonathan Moss (Sunderland) |

|                          |           |  |
| Canós 12’ (aut.) Son 65’ | Marcatori |  |

| Arbitro: | David Coote |

|                         |           |                        |
| Roberts 27’ Bamford 95’ | Marcatori | 54’ Baptiste 61’ Canós |

| Arbitro: | Michael Oliver (Northumberland) |

|                               |           |            |
| Jansson 84’ Mbeumo 95’ (rig.) | Marcatori | 24’ Dennis |

| Arbitro: | Andre Marriner (West Midlands) |

|           |           |                                       |
| Toney 85’ | Marcatori | 55’ Elanga 62’ Greenwood 77’ Rashford |

| Arbitro: | Stuart Attwell |

|                                                   |           |            |
| Bednarek 5’ Álvaro 37’ (aut.) Broja 49’ Adams 70’ | Marcatori | 23’ Janelt |

| Arbitro: | Darren England (Doncaster) |

|                         |           |  |
| Trossard 34’ Maupay 42’ | Marcatori |  |

#### Girone di ritorno
| Arbitro: | David Coote (Manchester) |

|  |           |           |
|  | Marcatori | 16’ Foden |

| Arbitro: | Craig Pawson (Sheffield & Hallamshire) |

|                         |           |          |
| Wissa 42’ Rasmussen 83’ | Marcatori | 16’ Ings |

| Arbitro: | Jonathan Moss (Sunderland) |

|                                                 |           |  |
| Fabinho 44’ Oxlade-Chamberlain 69’ Minamino 77’ | Marcatori |  |

| Arbitro: | Peter Bankes |

|           |           |                        |
| Toney 71’ | Marcatori | 48’ Moutinho 78’ Neves |

| Arbitro: | Darren England (Doncaster) |

|                                 |           |  |
| Mahrez 40’ (rig.) De Bruyne 69’ | Marcatori |  |

| Brentford 12 febbraio 2022, ore 15:00 GMT 25ª giornata | Brentford    | 0 – 0 referto | Crystal Palace | Brentford Community Stadium (16 958 spett.)\| Arbitro: \| Simon Hooper \| |
| Arbitro:                                               | Simon Hooper |               |                |                                                                           |

| Arbitro: | Jonathan Moss (Sunderland) |

|                         |           |                |
| Smith Rowe 48’ Saka 79’ | Marcatori | 90+3’ Nørgaard |

| Arbitro: | Mike Dean (Wirral) |

|  |           |                           |
|  | Marcatori | 33’ Joelinton 44’ Willock |

| Arbitro: | Anthony Taylor (Greater Manchester) |

|             |           |                                   |
| Pukki 90+2’ | Marcatori | 32’, 52’ (rig.), 58’ (rig.) Toney |

| Arbitro: | Paul Tierney |

|                         |           |  |
| Toney 85’, 90+4’ (rig.) | Marcatori |  |

| Arbitro: | England (Doncaster) |

|                           |           |           |
| Castagne 20’ Maddison 33’ | Marcatori | 85’ Wissa |

| Arbitro: | Andy Madley (South Yorkshire) |

|             |           |                                       |
| Rüdiger 48’ | Marcatori | 50’, 60’ Janelt 54’ Eriksen 87’ Wissa |

| Arbitro: | Martin Atkinson (South Yorkshire) |

|                      |           |  |
| Mbeumo 48’ Toney 64’ | Marcatori |  |

| Arbitro: | Simon Hooper |

|            |           |                            |
| Dennis 55’ | Marcatori | 15’ Nørgaard 90+5’ Jansson |

| Brentford 23 aprile 2022, ore 17:30 BST 34ª giornata | Brentford                         | 0 – 0 referto | Tottenham | Brentford Community Stadium (17 072 spett.)\| Arbitro: \| Martin Atkinson (South Yorkshire) \| |
| Arbitro:                                             | Martin Atkinson (South Yorkshire) |               |           |                                                                                                |

| Arbitro: | Chris Kavanagh |

|                                            |           |  |
| Fernandes 9’ Ronaldo 61’ (rig.) Varane 72’ | Marcatori |  |

| Arbitro: | Michael Salisbury |

|                                |           |  |
| Jansson 13’ Wissa 14’ Ajer 79’ | Marcatori |  |

| Arbitro: | Michael Oliver (Northumberland) |

|                                            |           |                                        |
| Calvert-Lewin 10’ Richarlison 45+2’ (rig.) | Marcatori | 37’ (aut.) Coleman 62’ Wissa 64’ Henry |

| Arbitro: | Tierney (Lancashire) |

|           |           |                                    |
| Canós 78’ | Marcatori | 56’ (rig.) Raphinha 90+4’ Harrison |

### EFL Cup

#### Turni eliminatori
| Arbitro: | Will Finnie |

|                                |           |              |
| Wissa 60’ Mbeumo 75’ Forss 86’ | Marcatori | 8’ Aitchison |

| Arbitro: | Simon Hooper (Wiltshire) |

|                                                                |           |  |
| Forss 3’ (rig.) 16’ 44’ 60’ Wissa 38’ 87’ R. Diarra 43’ (aut.) | Marcatori |  |

| Arbitro: | Michael Salisbury (Lancashire) |

|             |           |                     |
| Sawyers 57’ | Marcatori | 22’ Canos 40’ Toney |

| Arbitro: | Andre Marriner (West Midlands) |

|  |           |                                        |
|  | Marcatori | 80’ (aut.) Jansson 85’ (rig.) Jorginho |

### FA Cup
| Arbitro: | Thomas Bramall (Sheffield & Hallamshire) |

|             |           |                                       |
| Harratt 70’ | Marcatori | 26’ Forss 66’, 76’, 87’ (rig.) Mbeumo |

| Arbitro: | Michael Oliver (Northumberland) |

|                                                     |           |                  |
| Mina 31’ Richarlison 48’ Holgate 62’ Townsend 90+1’ | Marcatori | 54’ (rig.) Toney |

## Statistiche

### Statistiche di squadra
Statistiche aggiornate al 17 maggio 2022.
| Competizione   | Punti            | In casa | In casa | In casa | In casa | In casa | In casa | In trasferta | In trasferta | In trasferta | In trasferta | In trasferta | In trasferta | Totale | Totale | Totale | Totale | Totale | Totale | DR |
| Competizione   | Punti            | G       | V       | N       | P       | Gf      | Gs      | G            | V            | N            | P            | Gf           | Gs           | G      | V      | N      | P      | Gf     | Gs     | DR |
| -------------- | ---------------- | ------- | ------- | ------- | ------- | ------- | ------- | ------------ | ------------ | ------------ | ------------ | ------------ | ------------ | ------ | ------ | ------ | ------ | ------ | ------ | -- |
| Premier League | 46               | 18      | 7       | 3       | 8       | 21      | 19      | 19           | 6            | 4            | 9            | 26           | 35           | 37     | 13     | 7      | 17     | 47     | 54     | -7 |
| FA Cup         | Quarto Turno     | 0       | 0       | 0       | 0       | 0       | 0       | 2            | 1            | 0            | 1            | 5            | 5            | 2      | 1      | 0      | 1      | 5      | 5      | 0  |
| League Cup     | Quarti di Finale | 3       | 2       | 0       | 1       | 10      | 3       | 1            | 1            | 0            | 0            | 2            | 1            | 4      | 3      | 0      | 1      | 12     | 4      | +8 |
| Totale         | 43               | 21      | 9       | 3       | 9       | 31      | 22      | 22           | 8            | 4            | 10           | 33           | 41           | 43     | 17     | 7      | 19     | 64     | 63     | +1 |

### Andamento in campionato
| Giornata  | 1 | 2 | 3  | 4  | 5 | 6  | 7 | 8 | 9  | 10 | 11 | 12 | 13 | 14 | 15 | 16 | 17 | 18 | 19 | 20 | 21 | 22 | 23 | 24 | 25 | 26 | 27 | 28 | 29 | 30 | 31 | 32 | 33 | 34 | 35 | 36 | 37 | 38 |
| --------- | - | - | -- | -- | - | -- | - | - | -- | -- | -- | -- | -- | -- | -- | -- | -- | -- | -- | -- | -- | -- | -- | -- | -- | -- | -- | -- | -- | -- | -- | -- | -- | -- | -- | -- | -- | -- |
| Luogo     | C | T | T  | C  | T | C  | T | C | C  | T  | C  | T  | C  | T  | T  | C  | C  | T  | T  | C  | C  | T  | C  | T  | C  | T  | C  | T  | C  | T  | T  | C  | T  | C  | T  | C  | T  | C  |
| Risultato | V | N | N  | P  | V | N  | V | P | P  | P  | P  | N  | V  | P  | N  | V  | P  | P  | P  | P  | V  | P  | P  | P  | N  | P  | P  | V  | V  | P  | V  | V  | V  | N  | P  | V  | V  |    |
| Posizione | 4 | 6 | 10 | 10 | 9 | 11 | 7 | 9 | 12 | 12 | 14 | 14 | 12 | 12 | 12 | 10 | 14 | 13 | 13 | 14 | 13 | 14 | 14 | 14 | 14 | 15 | 15 | 15 | 15 | 15 | 15 | 13 | 12 | 12 | 14 | 12 | 11 |    |

Legenda:

Luogo: C = Casa; T = Trasferta. Risultato: V = Vittoria; N = Pareggio; P = Sconfitta.